# Wilfried Brennecke
Wilfried Brennecke (* 1. Februar 1926 in Flensburg; † 13. Juni 2012 in Köln) war ein deutscher Musikwissenschaftler, Rundfunkredakteur und Musikkritiker.

## Leben
Wilfried Brennecke, Sohn von Käte Brennecke, geborene Ewald, und des Berufsschullehrers Wilhelm Brennecke, studierte bei von 1946 bis 1952 Musikwissenschaft bei Hans Albrecht sowie Friedrich Blume, zusätzliche Literatur und Psychologie, und wurde 1952 an der Philosophischen Fakultät der Universität Kiel mit dem Thema Die Handschrift A.R. 940/41. der Proske-Bibliothek zu Regensburg: Ein Beitrag zur Musikgeschichte im 2. Drittel des 16. Jahrhunderts zum Dr. phil. promoviert. Er war Mitarbeiter (Schriftleiter von 1956 bis 1964) im Herausgeberteam des Musiklexikons Die Musik in Geschichte und Gegenwart (MGG) im Bärenreiter-Verlag in Kassel.
Von 1964 bis 1989 war Brennecke Redakteur für Kammermusik und Neue Musik beim WDR in Köln und von 1969 bis zu seinem Eintritt in den Ruhestand leitete er als Programmgestalter die Wittener Tage für neue Kammermusik. Außerdem arbeitete er als Autor für das Rheinische Musikmagazin fermate. Er war Vorstandsmitglied der Gesellschaft für Neue Musik (Sektion BRD der IGNM), von 1974 bis 1977 als deren Vizepräsident. Von 1977 bis 1979 war er Mitglied des Presidential Council der IGNM. Zu seinen Hobbys gehörten das Sammeln von Graphiken und der Langstreckenlauf. Wilfried Brennecke war evangelisch, ab 1956 verheiratet mit Gisela Brennecke, geborene Dost, und hinterließ zwei Söhne (Andreas und Klaus). Er lebte in Köln-Bayenthal und wurde auf hoher See beigesetzt.

## Ehrungen
- 1972: Goldenes Sportabzeichen
- 1977: Marathon-Abzeichen
- Bundesverdienstkreuz am Bande (5. Dezember 1985)[1]
- Verdienstorden des Landes Nordrhein-Westfalen (23. November 1992)[2]

## Bibliographie
- als Hrsg.: Gaben und Grüße der Freunde. Festschrift Dimitri Terzakis zum 60. Geburtstag, ISBN 3-925366-73-3.
- als Hrsg.: Dimitri Terzakis: Werkverzeichnis 2001, ISBN 3-925366-99-7.
- als Hrsg.: Laudatio auf Dimitri Terzakis, ISBN 3-936655-03-0.
- Der Komponist Volker Blumenthaler, WDR, Köln, 1989.
- als Hrsg.: Neue Musik in der BRD 1971–1975. Band 15–18. 1974–1976.
- Die Metamorphosen-Werke von Richard Strauss und Paul Hindemith In: Hans Albrecht in memoriam. Gedenkschrift mit Beiträgen v. Freunden u. Schülern, Hrsg. v. Wilfried Brennecke u. Hans Haase. Kassel u. a. 1962, S. 268–284.
- Kasseler Theaterleben in den Jahren von 1785 - 1813 in Christiane Engelbrecht, Wilfried Brennecke, Franz Uhlendorf, Hans Joachim Schaefer: Theater in Kassel – Aus der Geschichte des Staatstheaters Kassel von den Anfängen bis zur Gegenwart, Bärenreiter-Verlag Kassel, Kassel 1959.